# Коулдејл (Алберта)
Коулдејл (енгл. Coaldale) је варош у јужном делу канадске провинције Алберта, у оквиру статистичке регије Јужна Алберта. Налази се на 11 км источно од града Летбриџа, на деоници регионалног ауто-пута 3. 
Према резултатима пописа становништва из 2011. у варошици су живела 7.493 становника у 2.844 домаћинства, 
што је за 21,3% више у односу на попис из 2006. када је регистровано 6.177 житеља овог места.

## Становништво
| 2006. | 2011. |
| ----- | ----- |
| 6.177 | 7.493 |